# Olam Internacional
Olam International es una importante empresa agroalimentaria que opera en sesenta países y suministra alimentos y materias primas industriales a más de 19.800 clientes en todo el mundo. Olam se encuentra entre los mayores proveedores mundiales de granos y productos de cacao, café, algodón y arroz.

## Historia
En 1989, Kewalram Chanrai Group estableció Olam Nigeria Plc para establecer una operación de exportación no petrolera fuera de Nigeria para asegurar ganancias en moneda fuerte para cumplir con los requisitos de divisas de las otras compañías del grupo que operan en dicho país. El éxito de esta operación resultó en que Olam estableciera una operación de exportación independiente y abasteciera y exportara otros productos agrícolas. La agroindustria del Grupo tenía su sede en Londres hasta 1996 y operaba bajo el nombre de Chanrai International Limited. El negocio comenzó con la exportación de anacardos de Nigeria y luego se expandió a las exportaciones de algodón, cacao y sheanuts de Nigeria.

### Mudanza a Singapur
Entre 1993 y 1995, el negocio creció de una sola operación a múltiples orígenes, primero en África Occidental y luego en África Oriental e India. El paso a múltiples países de origen coincidió con la desregulación de los mercados de productos básicos agrícolas.
Olam International Limited se constituyó en Singapur el 4 de julio de 1995 como sociedad anónima. En 1996, por invitación de la Junta de Desarrollo del Comercio de Singapur (ahora Enterprise Singapore), trasladó todas sus operaciones de Londres a Singapur. Además, el Gobierno de dicho país le otorgó el estatus de Comerciante Internacional Aprobado (ahora llamado Programa de Comerciante Global) en virtud del cual se le concedió una tasa de impuestos concesionaria del 10%, que posteriormente se redujo, en 2004, al 5%. Tras la reubicación en Singapur, la agroindustria del Grupo se reorganizó para ser propiedad total de Olam International Limited en el país asiático.

### OPIE
En 2002, AIF Capital se convirtió en el primer inversor externo en adquirir una participación accionaria en la empresa. En 2003, Temasek Holdings, de propiedad estatal, a través de su filial de propiedad absoluta Seletar Investments, adquirió una participación en Olam, seguida de International Finance Corporation (IFC).
En 2005, Olam International Limited cotizó en la junta principal de la Bolsa de Singapur el 11 de febrero de 2005. Temasek realizó una nueva inversión en Olam en 2009.
En diciembre de 2014, tras una Oferta General Voluntaria, Temasek poseía cerca del 80% de Olam. En 2020, esto se había reducido al 53,4%. En 2015, Mitsubishi adquirió una participación del 20%, lo que la convirtió en el segundo accionista más importante.
El equipo directivo de Olam tiene una participación accionaria en la empresa que se aproxima al 6,3% del capital social total emitido. El capital flotante de Olam, propiedad de accionistas públicos, representa aproximadamente el 15,9 por ciento del capital social emitido total en 2020.

### Posible fusión y desinversión
En 2010, la compañía discutió una posible fusión con uno de sus principales competidores; Louis Dreyfus Commodities, con sede en Ginebra, la empresa comercializadora de algodón y arroz más grande del mundo, pero esta idea se abandonó a principios de 2011.
En julio de 2013 anunció que vendería sus activos de algodón en Zimbabue, siendo el comprador preferido una empresa de capital privado.
En 2019, la compañía anunció planes para vender sus unidades de azúcar, caucho, productos de madera y fertilizantes.

### Reestructuración
En enero de 2020, anunció la división de su cartera de productos diversos en dos nuevos negocios operativos, Olam Food Ingredients (OFI) y Olam Global Agri (OGA). La decisión siguió a su revisión comercial de 2019 y un plan plurianual anunciado a principios de 2019 para invertir US $ 3.500 millones en áreas clave de crecimiento, como nueces comestibles, café y cacao, mientras se deshace de otros sectores. En el comunicado emitido por la empresa, Olam Food Ingredients (OFI), consistirá en sus negocios de cacao, café, frutos secos comestibles, especias y lácteos, Olam Global Agri (OGA) incluirá cereales y piensos, aceites comestibles, servicios financieros de arroz, algodón y productos básicos.

## Participación de la comunidad

### Erradicar el trabajo infantil
En 2020, Olam Cocoa, una subsidiaria de Olam International, lanzó una nueva iniciativa en asociación con la Asociación de Trabajo Justo (FLA) y las cooperativas de cultivo de cacao locales para registrar digitalmente a sus casi 7,000 proveedores agrícolas en Camerún y sus hogares. Esto también incluye la introducción de sistemas rigurosos de tractabilidad y presentación de informes, la educación de las comunidades locales sobre el trabajo infantil, así como el establecimiento de sistemas específicos de seguimiento y reparación del trabajo infantil (CLMRS). En 2018/2019, Olam encontró más de 7.000 casos de trabajo infantil inapropiado en su cadena de suministro, y remedió aproximadamente el 70% de ellos. Este es el primer caso de aplicación profesional de iniciativas de este tipo a tal escala en Camerún. Adelante, la compañía planea expandir su iniciativa para cubrir a casi 223,000 agricultores en tres países de África Occidental.

### Plataforma de Arroz Sostenible (SRP)
Olam International es actualmente uno de los miembros fundadores de la Sustainable Rice Platform (SRP), una plataforma de múltiples partes interesadas, convocada conjuntamente por el Programa de las Naciones Unidas para el Medio Ambiente (PNUMA) y el Instituto Internacional de Investigación sobre el Arroz para promover la eficiencia de los recursos y el comercio sostenible. flujos, operaciones de producción y consumo y cadenas de suministro en el sector mundial del arroz.

### Iniciativas de cacao sostenible
Para mejorar el rendimiento de los cultivos en su red, Olam Cocoa ha implementado un sistema de información digital llamado Olam Farmer Information System (OFIS) para recopilar datos de más de 160,000 productores de cacao en 20 países, rastreando una variedad de puntos de datos a nivel de finca, incluido el árbol del cacao, edad y tipo de suelo. Para la temporada de cultivo de 2020, se ha unido a un programa con la Junta del Cacao de Ghana (COCOBOD) para distribuir fertilizantes de origen local a los productores de cacao en sus operaciones de abastecimiento de cacao en ese país.

## Alegaciones

### Aceite de palma, cacao y caucho vinculados a la deforestación
Entre 2011 y 2015, el volumen de comercio de aceite de palma de Olam creció aproximadamente veinte veces, de 71.000 toneladas a 1,53 millones de toneladas. A pesar del compromiso declarado de Olam con el aceite de palma certificado por RSPO, la empresa rechazó la transparencia al expandir su producción de aceite de palma.
Un informe publicado por la ONG Mighty Earth y la ONG Brainforest con sede en Gabón el 12 de diciembre de 2016 reveló que la empresa estaba operando una operación secreta de comercio de aceite de palma en todo el mundo, particularmente con sus terceros proveedores en Asia. Olam fue acusada de poner en peligro los hábitats forestales de gorilas, chimpancés y elefantes del bosque debido a la deforestación generalizada. Se reveló que en Gabón había cortado 26.000 hectáreas (64.000 acres) de bosque para la producción de aceite de palma.
Las fotos y videos que aparecen en el informe de la ONG muestran a Olam arrasando las selvas tropicales de Gabón para obtener caucho y establecer lo que pretendían construir como la plantación de aceite de palma más grande de África. El análisis encontró que en Gabón, Olam talaba aproximadamente 26.000 hectáreas de bosque en sus cuatro concesiones de aceite de palma desde 2012 y bosques adicionales para caucho.
Las dos ONG también documentaron la tala de Olam en un área del tamaño de Washington D. C. en lo que había sido un paisaje forestal intacto en el norte de Gabón, para el caucho.
El 16 de diciembre de 2016, poco después de la publicación del informe, Mighty Earth presentó una queja formal contra Olam ante el Consejo de Administración Forestal (FSC) por la deforestación y por violar las políticas del FSC. En respuesta a estas acusaciones, el 21 de febrero de 2017, esta suspendió la tala de bosques en Gabón durante al menos un año. Como resultado, Mighty Earth suspendió su campaña.
El acuerdo entre Mighty Earth y Olam se renovó en 2018. En sus Premios a la Excelencia inaugurales en 2019, la Mesa Redonda sobre Aceite de Palma Sostenible liderada por la industria reconoció a Olam International por su liderazgo en conservación en el desarrollo de plantaciones de aceite de palma sostenibles que tienen un impacto positivo en conservación de bosques, conservación de especies y reducción de emisiones en Gabón.
El 13 de septiembre de 2017, la ONG Mighty Earth publicó un segundo informe que documenta los hallazgos de que Olam compra cacao cultivado ilegalmente en parques nacionales y otros bosques protegidos en Costa de Marfil. El informe acusó a Olam de poner en peligro los hábitats forestales de chimpancés, elefantes y otras poblaciones de vida silvestre al comprar cacao relacionado con la deforestación. Como resultado de la producción de cacao, 7 de las 23 áreas protegidas de Costa de Marfil se han convertido casi en su totalidad en cacao. Olam fue notificado de los hallazgos de la investigación de Mighty Earth y no negó que la compañía obtuviera su cacao de áreas protegidas en Costa de Marfil.
En 2020, el FSC, Olam y Mighty Earth encargaron a SmartCert Group que realizara una evaluación retrospectiva de la deforestación previa de las plantaciones de aceite de palma de Olam en Gabón. Una segunda investigación se centrará en las plantaciones de caucho de Olam en Gabón.

### Acusaciones de Muddy Waters
En noviembre de 2012, Carson Block of Muddy Waters Research acusó a Olam de "decidir tomar un gran apalancamiento e invertir en posiciones ilíquidas", cuestionando sus prácticas contables y acusando a su junta de un "abyecto fracaso de liderazgo". Olam calificó las acusaciones de "propaganda infundada de rumores" y demandó a Block por difamación, pero sus acciones cayeron un 21%.

### Desalojos forzosos y limpieza de tierras en Laos
La empresa está involucrada en la producción de café en Laos y la tala de bosques y aldeas para plantar grandes plantaciones. Las áreas de tierra que fueron adquiridas por la empresa fueron habitadas y cultivadas anteriormente por aldeanos que habían pagado sus impuestos territoriales y también cultivaban café junto con otros productos. La indemnización se pagó sólo en parte, y a muchos propietarios desalojados se les pagó únicamente con arroz. Muchos terratenientes ahora enfrentan desafíos para cultivar suficientes alimentos para sobrevivir. Algunos argumentan que este desarrollo de grandes plantaciones industriales con el sacrificio de la pequeña unidad familiar es contraproducente para el desarrollo de Laos; ya que reduce la productividad agrícola global; y aumenta la pobreza entre las familias, mientras que algunos funcionarios y la empresa se benefician.

### Esclavitud infantil
En 2021, Olam International fue nombrada en una demanda colectiva presentada por ocho ex niños esclavos de Malí que alegan que la empresa ayudó e instigó su esclavitud en las plantaciones de cacao en Costa de Marfil. La demanda acusó a Olam (junto con Nestlé, Cargill, Mars, Incorporated, Barry Callebaut, Hershey's y Mondelēz International) de participar a sabiendas en trabajos forzados, y los demandantes buscaron daños por enriquecimiento injusto, supervisión negligente e infligir intencionalmente actos emocionales y angustia.